# Gabriel Górtowski
Gabriel Górtowski (ur. 22 sierpnia 1913 we Włocławku, zm. 17 lutego 1993 w Łodzi) – polski urzędnik i działacz państwowy, poseł na Sejm PRL VI kadencji (1972–1976). 

## Życiorys
Syn Władysława i Marianny. Po ukończeniu Liceum Handlowego we Włocławku zatrudniony w Zarządzie Miejskim oraz lokalnej Izbie Rzemieślniczej. Wykształcenie wyższe uzyskał na Uniwersytecie Łódzkim. Po 1945 organizował struktury Stronnictwa Demokratycznego w Płocku i Łodzi. W 1950 ukończył studia prawnicze na Uniwersytecie Łódzkim. Aktywny w terenowych organach władzy, zasiadał w Miejskiej Radzie Narodowej Łodzi, był też członkiem prezydium Rady Narodowej m. Łodzi. Na początku lat 60. wyjechał do Białegostoku, gdzie zasiadał w Wojewódzkiej Radzie Narodowej (1961–1965). Po powrocie do Łodzi objął funkcję dyrektora ds. handlowych Przedsiębiorstwa Państwowego „Dom Książki”. 
W 1972 rekomendowany do Sejmu VI kadencji w okręgu Łódź Śródmieście. Był członkiem Komisji Budownictwa i Gospodarki Komunalnej oraz Kultury i Sztuki. 
Odznaczony Złotym (1956) i Srebrnym (1954) Krzyżem Zasługi, Krzyżem Oficerskim i Kawalerskim (1958) Orderu Odrodzenia Polski, Medalem 10-lecia Polski Ludowej (1955) oraz Honorową Odznaką Honorową Miasta Łodzi (1961). 